# Línea Medina del Campo-Vilar Formoso
La línea Medina del Campo-Vilar Formoso, también denominada línea Medina del Campo-Fuentes de Oñoro, es una línea férrea de 202 km que pertenece a la red ferroviaria española. Se trata de una línea de ancho ibérico (1668 mm), en vía única y electrificada parcialmente, entre Medina del Campo y Salamanca. El trazado comunica Medina del Campo con la localidad portuguesa fronteriza de Vilar Formoso, pasando por Salamanca y Ciudad Rodrigo.  
Originalmente fueron dos líneas férreas independientes, «Medina del Campo-Salamanca» y «Salamanca-Vilar Formoso», inauguradas en 1877 y 1886, respectivamente. Con posterioridad ambos trazados serían intervenidos por el Estado y pasarían a estar bajo una misma gestión, quedando inicialmente en manos de la Compañía Nacional de los Ferrocarriles del Oeste y, después, de RENFE. En la actualidad constituye una de las tres líneas férreas que enlazan España y Portugal. Según la catalogación de Adif, se referencia como «línea 120».

## Historia

### Construcción
La construcción de la línea férrea entre Medina del Campo y Salamanca correspondió a la Compañía del Ferrocarril de Medina del Campo a Salamanca (MCS). Uno de sus más ardientes defensores fue el político e intelectual salmantino Tomás Rodríguez Pinilla. La concesión ferroviaria se otorgó en 1864, si bien las obras se retrasarían sensiblemente debido a la crisis económica de 1866. El tramo Medina del Campo-Cantalapiedra fue completado en 1875, mientras que las secciones Cantalapiedra-El Pedroso y El Pedroso-Salamanca lo serían en 1877. Ese año la línea entró en servicio en su totalidad.
Un poco más tardía fue la construcción de la línea férrea entre Salamanca y Vilar Formoso, que corrió a cargo de la Compañía del Ferrocarril de Salamanca a la Frontera Portuguesa (SFP). Esta empresa fue constituida en Madrid el 8 de enero de 1885 y contaba con una subvención del Gobierno español, pero había sido fundada exclusivamente con capital social portugués, ya que los portugueses eran los principales interesados en conectar Oporto con Europa —pues la red ferroviaria española crecía a espaldas de Portugal—. La concesión se otorgó en 1881, tras lo cual se iniciaron los trabajos de construcción. La nueva línea se inauguraría el 6 de junio de 1886, si bien ya se había abierto al tráfico poco antes. El 9 de diciembre de 1887 entraría en servicio el ramal La Fuente de San Esteban-Barca de Alba, que también llegaba hasta la frontera lusa, donde enlazaba con la línea del Duero hasta Oporto.

### Explotación y evolución
En 1927 las compañías que gestionaban las líneas Medina-Salamanca y Salamanca-Frontera portuguesa fueron intervenidas por el Estado, tras lo cual los trazados pasaron a integrarse en la recién creada Compañía Nacional de los Ferrocarriles del Oeste junto a otras líneas férreas de la región. Tras el final de la Guerra Civil, en 1941 pasaron a formar parte de la recién creada Red Nacional de los Ferrocarriles Españoles (RENFE).
En 1935 la compañía «Oeste» había hecho una propuesta para construir una nueva variante que permitiese enlazar el ferrocarril que iba a Portugal con la línea Plasencia-Astorga, construyendo una nueva variante al sur de Salamanca que se denominaría como Bifurcación de La Serna. El estallido de la Guerra Civil supuso que este proyecto quedase paralizado hasta que en 1944, ya bajo administración de RENFE, fue aprobado. Las obras empezaron hacia 1946, inaugurándose la nueva variante en agosto de 1954. Como parte de dichas obras se construyó una nueva estación de Tejares, que acabaría siendo conocida como «Tejares-Chamberí». El trazado original sería desmantelado, junto con la antigua estación de Tejares y el puente de La Salud.
En diciembre de 1965 tuvo lugar un grave accidente ferroviario en el que chocaron frontalmente dos trenes a la altura de la antigua estación de Villar de los Álamos. Como resultado del mismo, fallecieron 31 personas. Unos años después, en diciembre de 1978, tuvo lugar otro grave accidente cuando una locomotora arrolló a un autobús escolar en un paso a nivel situado cerca del apeadero de Muñoz; hubo 32 fallecidos a consecuencia del impacto.
El 1 de enero de 1985 se clausuró al tráfico la línea La Fuente de San Esteban-Barca de Alba, debido a su falta de rentabilidad económica. Esto supuso que Salamanca perdiera su histórica conexión con la línea férrea del Duero y con Oporto. En 1996 también se perdió la conexión con la línea Plasencia-Astorga.
El 1 de enero de 2005, con la división de RENFE en Renfe Operadora y Adif, la línea pasó a depender de esta última. Durante la década de 2010 se llevaron diversos trabajos de mejoras en la vía y las instalaciones. lo que en algunos casos supuso eliminar tramos en curva y acortar las distancias. En 2015 se completaron los trabajos de electrificación de la sección Medina del Campo-Salamanca, que entraron en servicio en octubre del citado año.

## Trazado y características
La línea Medina del Campo-Vilar Formoso es un ferrocarril convencional de ancho ibérico, en vía única y tiene una longitud de 202 kilómetros. El trazado enlaza en su cabecera con las líneas Madrid-Hendaya y Medina del Campo-Zamora, y en Salamanca con la línea Ávila-Salamanca. En Vilar Formoso, la línea de la Beira Alta conecta esta línea a la red ferroviaria portuguesa. Adicionalmente, y hasta su cierre, la línea La Fuente de San Esteban-Barca de Alba también conectaba esta línea con Portugal. El trazado sigue el kilometraje original de la línea férrea entre Medina del Campo y Salamanca, por lo que esta sección del ferrocarril toma Medina del Campo como punto de partida. El kilometraje del resto de la línea se corresponde con el histórico trazado entre Salamanca y Villar Formoso, tomando a la primera como punto de partida.

### Electrificación
Desde las 00:00 horas del 13 de octubre de 2015 quedaron en tensión y telemandadas desde el Puesto Central de Telemando de Energía de Madrid Atocha las instalaciones de electrificación del trayecto Medina del Campo a Salamanca y el ramal de enlace con el tramo de alta velocidad de Olmedo a Zamora en el PAET de Medina del Campo AV. La alimentación de la línea se efectuó el 16 de octubre de 2015 con 3 kV (CC) desde el PK 0,000 al PK 4,539 (antes de la Bifurcación Arroyo de la Golosa) del trayecto Medina del Campo a Salamanca, y con 25 kV 50 Hz (AC) desde el PK 4,549 hasta el PK 77,550 (aunque según el esquema del proyecto finaliza en el PK 77,713). Para poder enlazar con el primer tramo de la nueva línea de alta velocidad Olmedo-Zamora-Galicia también está alimentado con 25 kV 50 Hz (AC) desde el PAET de Medina del Campo AV hasta el PK 6,846 del trayecto Medina del Campo a Salamanca. En la estación de Salamanca tienen alimentación eléctrica las vías 1, 2, 3, 4, 12 (rodeo), 14 y 15 (bandeja lavado). Desde el 8 de agosto de 2016 queda en servicio la electrificación con 3 kV (CC) desde el PK 0,000 al PK 4,544 del trayecto Medina del Campo a Salamanca.
Desde el 17 de diciembre de 2015 circulan trenes de la serie 121 de Renfe desde Madrid hasta Salamanca por la línea de alta velocidad Madrid-Segovia-Valladolid hasta Olmedo cambiando del ancho estándar al ibérico en el nuevo cambiador de Medina AV, y enlazando con la actual línea Medina del Campo-Salamanca en el desvío 1 de la Bifurcación Arroyo de la Golosa (km 6,773) mediante un nuevo ramal. Se realizan tres servicios diarios por sentido. También podrán circular trenes bitensión (a 3 kV hasta el kilómetro 4,7) entre Medina del Campo y Salamanca sin necesidad de cambiar de ancho.
En octubre de 2015 se estaba a la espera de las expropiaciones para tender la línea aérea de alta tensión a 220 kV entre la subestación eléctrica de REE de Villamayor (Salamanca) y la nueva subestación de Adif en Pitiegua (PK 59,261), con una longitud total de unos 20 kilómetros. Mientras tanto la línea está alimentada desde Olmedo.

## Tráfico

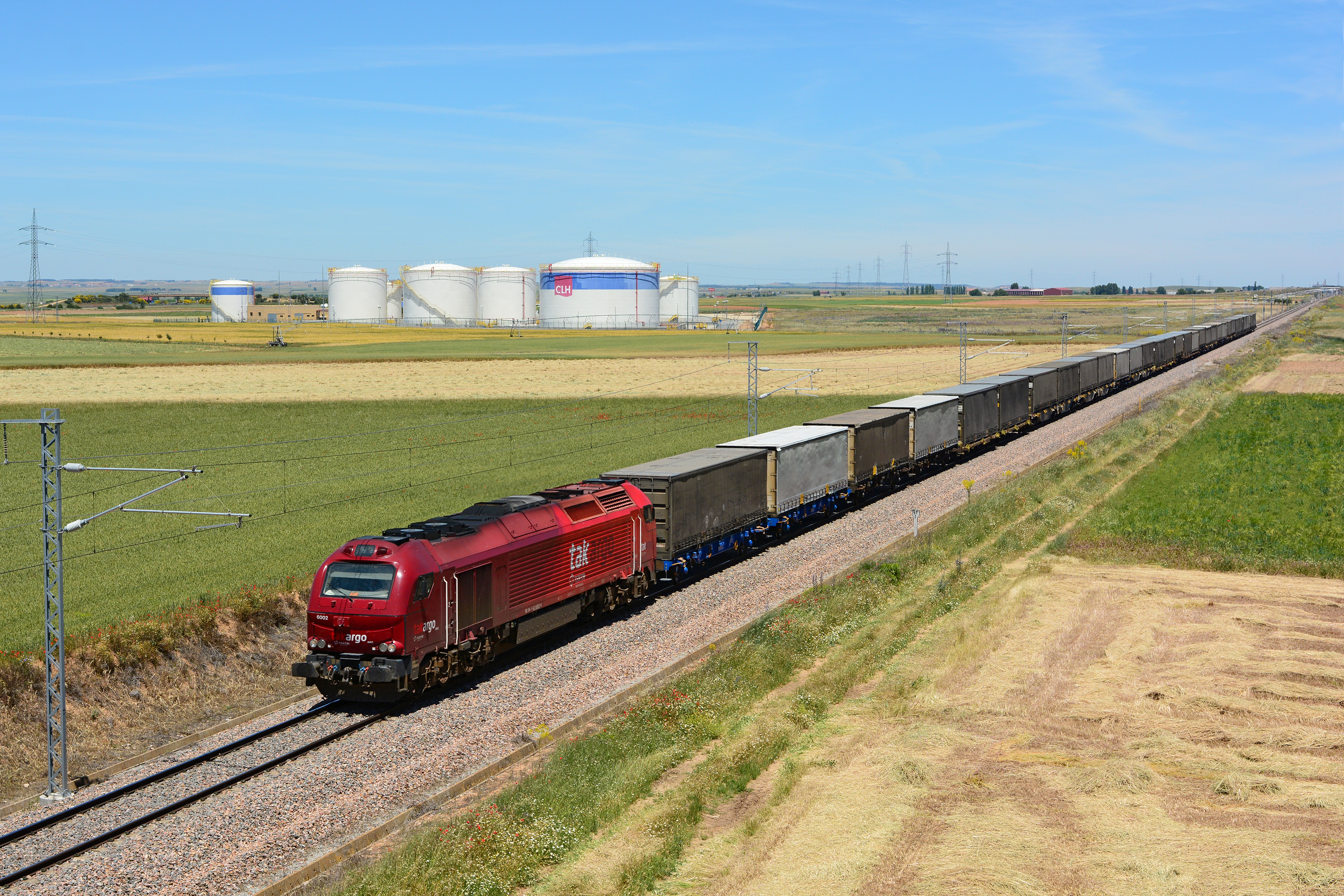
Un convoy de mercancías circulando por la línea, 2018.

La línea cuenta con un tráfico ferroviario tanto de pasajeros como de mercancías. La usan principalmente los convoyes de mercancías que transitan entre España y Portugal. Antaño circulaban por esta línea los servicios del Surexpreso —que une París con Lisboa— y del Trenhotel Lusitania —que unía Madrid con Lisboa—. Hasta 2012 los expresos del Trenhotel Lusitania habían circulado por la línea Madrid-Valencia de Alcántara, pero la clausura por las autoridades portuguesas de la línea del Este supuso que quedase cortada la conexión con Lisboa, lo que motivó el cambio de recorrido. En 2020, con la desaparición del Trenhotel Lusitania, la línea en el tramo Salamanca La Alamedilla - Vilar Formoso quedó exclusivamente para el tráfico de mercancías. El tramo comprendido entre Salamanca La Alamedilla y Medina del Campo es utilizado por trenes de Media Distancia y Alvia. Según datos de Adif de diciembre de 2018, el tráfico medio de la línea Medina del Campo-Vilar de Formoso fue de unos 18 trenes diarios en cada sentido, con una saturación del 44%.